# 九虎庙遗址
九虎庙遗址是位于浙江省海宁市农丰社区的一处新石器时代遗址，位于九虎庙小区之南。遗址的年代为公元前2500—3500年左右，发现于1985年。2005年8月首度发掘，发现有三座崧泽文化墓葬，出土18件随葬品。2008年7月再度发掘，探明一座崧泽文化墓葬和两座良渚文化墓葬，出土40件随葬品和20件其他器物，包括玉器、石器、陶器等。遗址所在的是一座高土墩，2009年进行保护规划，现已绿化。